# Гоцук, Кирилл Вадимович
Кирилл Вадимович Гоцук (род. 10 сентября 1992, Елец, Липецкая область) — российский футболист, защитник турецкого клуба «Серик Беледиеспор». Мастер спорта России (2019).

## Карьера
Родился 10 сентября 1992 году в Ельце. Футболом стал заниматься в возрасте 6 лет в местном ДФК «Орлёнок». Профессиональную карьеру начал в 2009 году в клубе ПФЛ «Елец», за который сыграл 7 матчей. По ходу сезона 2009 «Елец» был исключён из числа клубов ПФЛ, после чего игрок продолжил выступать за команду на любительском уровне. Летом 2012 года перешёл в липецкий «Металлург» за который выступал на протяжении четырёх сезонов. 8 июля 2016 года подписал контракт с клубом ФНЛ «Шинник». После проведённого сезона в «Шиннике» перешёл в «Крылья Советов». Зимой 2018 года был отдан в аренду в другой клуб ФНЛ курский «Авангард», с которым добился исторического для клуба результата — выхода в финал Кубка России 2017/2018.
В январе 2020 года перешёл в «Пари Нижний Новгород». Дебютировал за клуб 9 марта 2020 года в домашнем матче 26 тура против калининградской «Балтики» В сентябре 2023 года продлил контракт с клубом до конца сезона 2024/25. 18 июня 2025 года покинул клуб из-за окончания контракта.
19 июля 2025 года перешёл в «Серик Беледиеспор» на правах свободного агента.

## Образование
Окончил институт физической культуры, спорта и безопасности жизнедеятельности Елецкого государственного университета им. И. А. Бунина. В годы обучения в ЕГУ выступал за сборную университета по футболу.

## Достижения
«Авангард» (Курск)
- Финалист Кубка России: 2017/2018

«Нижний Новгород»
- Бронзовый призёр первенства ФНЛ : 2020/2021

## Личная жизнь
Жена Марина. Сын Егор (род. 2014).